# Albification
"Albification" é o episódio de estreia da segunda temporada da série de televisão dramática Sons of Anarchy. A estreia da temporada e o 14º episódio no total, foi ao ar na FX em 8 de setembro de 2009. O roteiro do episódio foi escrito por Kurt Sutter, o criador original da série, dirigido por Guy Ferland e escrito pela equipe, incluindo Misha Green.
Este episódio marca a primeira aparição de Adam Arkin (Ethan Zobelle), Henry Rollins (A.J. Weston) e Sarah Jones (Polly Zobelle).

## Enredo
A liderança do Sons of Anarchy Motorcycle Club - Redwood Original (SAMCRO) fecha um novo acordo de tráfico de armas com Cameron e Edmond Hayes do Exército Republicano Irlandês (IRA). Tensões surgem dentro do grupo devido ao recente assassinato de Donna Winston, com o sogro Piney Winston pressionando o vice-presidente Jax Teller a cumprir a promessa de seu pai de melhorar o SAMCRO.
O marido de Donna, Opie, retorna a Charming em busca de vingança pela morte dela. O presidente do SAMCRO, Clay Morrow, culpa um membro do Mayans Motorcycle Club e envia Jax, Tig e Chibs para ajudar Opie. Eles perseguem o membro dos Mayans até um canteiro de obras. Opie quer torturar uma confissão do homem, mas Tig, que foi responsável pela morte acidental de Donna, atira no homem na boca antes que ele possa falar. Jax, ansioso para ver Opie ter um fechamento, diz a ele que eles têm o homem certo e Opie o mata antes de esculpir um "A" em seu peito. Jax fica para trás para remover o incriminador "A" e, em vez disso, incrimina os One-Niners, os principais rivais dos Mayans.
Ethan Zobelle e A.J. Weston, dois membros de um grupo chamado Liga dos Nacionalistas Americanos (LOAN), sentam-se para almoçar com o empresário Jacob Hale Jr. Os três homens discutem seus planos para retomar Charming do SAMCRO, antes de serem acompanhados pelo irmão mais novo de Jacob, o vice-chefe de polícia David Hale. David reconhece imediatamente os homens como neonazistas e sai, repreendendo seu irmão por se associar a eles. Zobelle e Weston visitam posteriormente Ernest Darby, líder da gangue supremacista branca Nordics, e fornecem dinheiro para fortalecer sua operação criminosa em Charming.
Mais tarde, naquela noite, em uma festa do SAMCRO para comemorar o retorno de Bobby Munson da prisão, Zobelle e seus homens chegam com um presente de charutos. Zobelle exige que o SAMCRO pare de vender armas para o Mayans M.C. e os One-Niners. Clay ri na cara de Zobelle e exige que ele saia. Pouco depois de saírem, Bobby chega depois de ser deixado pela agente da ATF June Stahl. A namorada de Jax, Dra. Tara Knowles, pula a festa para cuidar do filho de Jax, Abel, e é acompanhada por Gemma. Depois que Jax retorna da festa, Tara encontra luvas ensanguentadas entre suas roupas e pergunta a Jax a verdade sobre elas. Jax conta que ajudou Opie a matar um homem naquele dia, deixando-a atordoada.
A caminho de casa, Gemma é atacada e sequestrada por uma mulher loira. Ela acorda em um depósito, onde é estuprada por três homens mascarados, que exigem que seu marido pare de vender armas para pessoas não brancas, caso contrário, eles a sequestrarão novamente.

## Recepção

### Recepção crítica
O IGN deu a Albification uma classificação de 7,8/10, afirmando: "Supostamente, Sons é vagamente baseado em Hamlet. Há grandes diferenças entre os dois - por exemplo, não há ninguém parecido com Rosencrantz e Guildenstern -, mas faz sentido. Jax é o príncipe Hamlet; Clay é Cláudio, Gemma é a Rainha Gertrude e o manuscrito do pai de Jax é o fantasma que visita Hamlet no início para avisar o pobre Hamlet. Mas Hamlet é uma peça terrível para emular."
Zack Handlen do The A.V. Club deu a Albification uma classificação de A-, afirmando: "O título do episódio, 'Albification', significa 'o processo de tornar branco'. Por um lado, temos Zobelle e Weston fazendo o melhor para purificar as raças, pregando 'separatismo' e exigindo que Clay pare de vender armas para os Niners e os Mayans (um pedido ruim mesmo nos melhores momentos, mas dado a pressão financeira que o clube está enfrentando, não é um pedido que é bem recebido). Mas também há a maneira como Jax, Clay e Tig simplesmente querem fingir que tudo está limpo quando claramente não está. Algumas manchas não desaparecem, não importa quantas vezes você as pinte por cima."

### Audiência
O episódio teve 4,29 milhões de telespectadores em sua exibição original nos Estados Unidos. Um aumento de 1,81 milhão em relação ao episódio anterior.